# Apristurus exsanguis
Apristurus exsanguis – gatunek ryby chrzęstnoszkieletowej z rodziny Pentanchidae, występujący w południowo-zachodnim Pacyfiku u wybrzeży Nowej Zelandii na głębokości 560–1200 metrów. Dorosłe osobniki osiągają około 90 cm długości. Podobnie jak inne Pentanchidae, jest jajorodny.